# Monts Apennins
Montes Apenninus
Cet article concerne la chaîne de montagnes sur la Lune. Pour les montagnes situées en Italie, sur Terre, voir Apennins.
Pour les autres emplois du terme, voir Apennin (homonymie).

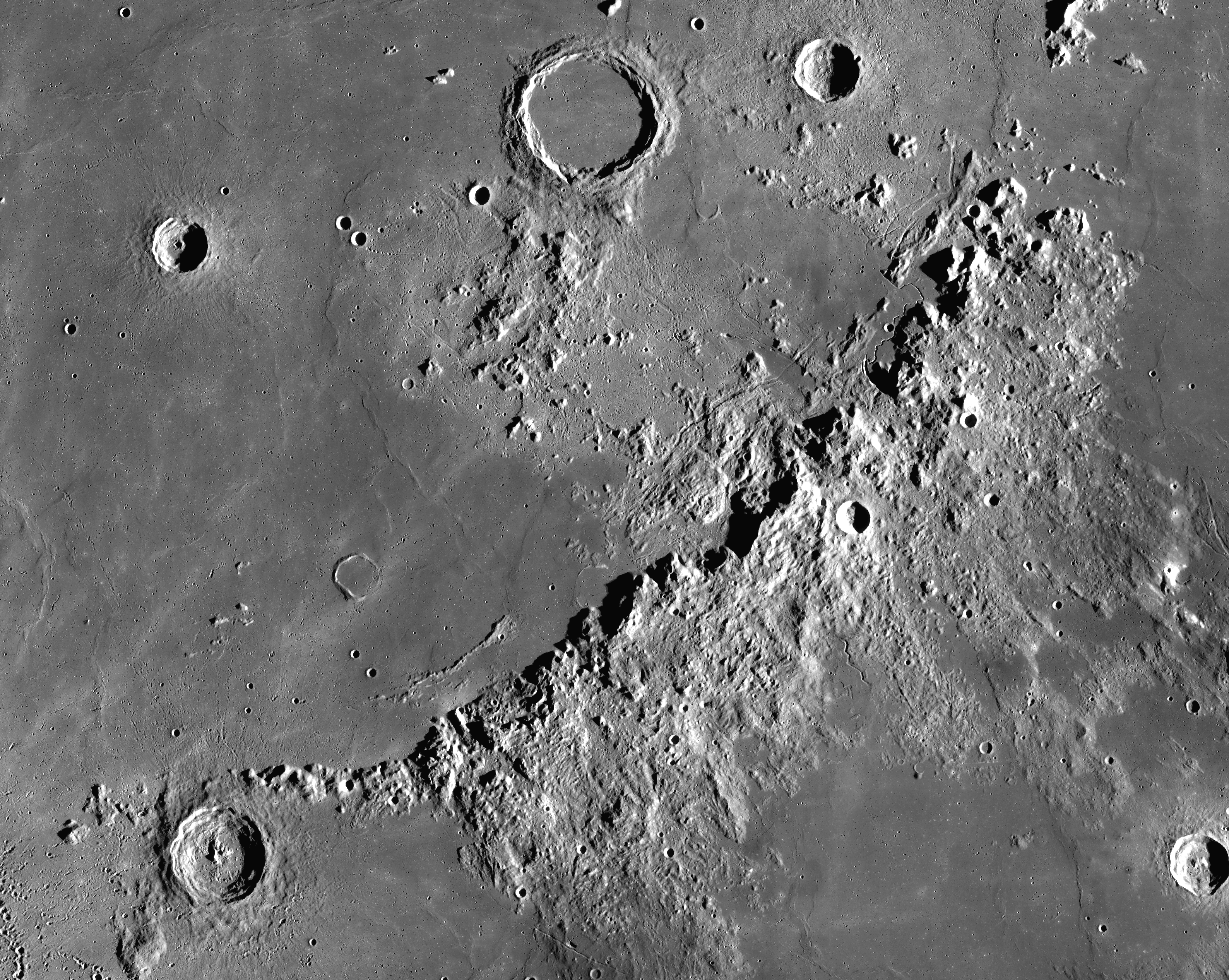
Montes Apenninus photographiée par la sonde LRO.

Les monts Apennins, en latin Montes Apenninus, appelés aussi chaîne des Apennins ou massif des Apennins, sont  une chaîne de montagnes lunaire, nommée par Johannes Hevelius d'après la chaîne montagneuse des Apennins en Italie. Ils longent la bordure sud-ouest de la mer des Pluies (Mare Imbrium). Cette chaîne forme un système plus vaste avec la chaîne des monts Caucase (Montes Caucasus) qui s'étire au nord-est.
En coordonnées sélénographiques, la chaîne se situe à 18,9 degrés de latitude nord et à 3,7 degrés de longitude ouest, pour un diamètre de 401 kilomètres. Sa formation remonte à 3,9 milliards d'années.
Ses principaux sommets sont du nord au sud le mont Wolff, le mont Ampère, le mont Huygens, le mont Bradley (en) ; le mont Hadley Delta et le mont Hadley forment une vallée ayant servi d'atterrissage à la mission Apollo 15.